# Fosnavåg
Fosnavåg är en tätort och stad som utgör centralort i Herøy kommun i Møre og Romsdal fylke i västra Norge.